# Steatomys krebsii
Steatomys krebsii — вид гризунів родини несомієвих. Зустрічається в Анголі, Ботсвані, Лесото, Намібії, ПАР та Замбії. Його природним місцем існування є чагарникова рослинність середземноморського типу та субтропічні або тропічні високогірні луки. Його назва на честь Георга Людвіга Енгельгарда Кребса (1792–1844), німецького колекціонера природознавства в Південній Африці.